# 古巴翼龙
古巴翼龙（英语：Cuban Pterosaur）或关塔那摩鸟（Gitmo Bird）是一种出没于古巴的神秘飞行生物，通常被认为可能是幸存翼龙或疑似灭绝的象牙喙啄木鸟。古巴翼龙的形象是奇特的，它融合喙嘴翼龙的长尾与翼手龙的头冠及巨大体型。

## 历史
居住于加利福尼亚州的帕蒂·卡森（Patty Carson）女士描述她儿时遭遇的翼龙目击事件：1965年，帕蒂·卡森与弟弟汤姆·卡森（Tom Carson）在关塔那摩湾遭遇一只如同成年男性大小的神秘动物，帕蒂的家人认为她们只是遇到一只鹈鹕或军舰鸟。次年，即1966年，10岁的汤姆·卡森独自外出时再度遭遇同样的动物。
1971年，美国士兵Eskin Kuhn在古巴关塔那摩湾看见两只有着长尾、翼展约10英尺的翼龙，在2010年，神秘动物学家Jonathan Whitcomb联络了Eskin Kuhn调查1971年的翼龙目击案例，后者表示那是一次真实的目击而非恶作剧。